# Liste der Nationalwappen
Die Liste der Nationalwappen enthält die Staatswappen aller 193 Mitgliedstaaten der Vereinten Nationen sowie die Wappen jener Staaten, die mindestens von einem UN-Mitglied als unabhängig anerkannt sind. Dies sind derzeit: Abchasien, die Demokratische Arabische Republik Sahara (Westsahara), der Kosovo, Palästina, Südossetien, Republik China (Taiwan), die Türkische Republik Nordzypern, die Cookinseln, Niue und Vatikanstadt. Die Namen der Nicht-UN-Staaten sind in Kursivschrift angegeben.
Eine entsprechende Liste von Flaggen lässt sich unter Liste der Nationalflaggen finden. Unter der Liste der Flaggen und Wappen nichtselbständiger Gebiete sind die Nationalflaggen und -wappen von abhängigen Territorien aufgelistet.

## A

Abchasien [Details]
Ägypten [Details]
Albanien [Details]
Algerien [Details]
Andorra [Details]
Angola [Details]
Äquatorialguinea [Details]
Antigua und Barbuda [Details]
Argentinien [Details]
Armenien [Details]
Aserbaidschan [Details]
Äthiopien [Details]
Australien [Details]

## B

Bahamas [Details]
Bahrain [Details]
Bangladesch [Details]
Barbados [Details]
Belarus [Details]
Belgien [Details]
Belize [Details]
Benin [Details]
Bhutan [Details]
Bolivien [Details]
Bosnien und Herzegowina [Details]
Botswana [Details]
Brasilien [Details]
Brunei [Details]
Bulgarien [Details]
Burkina Faso [Details]
Burundi [Details]

## C

Chile [Details]
Republik China (Taiwan) [Details]
Volksrepublik China [Details]
Cookinseln [Details]
Costa Rica [Details]

## D

Dänemark [Details]
Deutschland [Details]
Dominica [Details]
Dominikanische Republik [Details]
Dschibuti [Details]

## E

Ecuador [Details]
El Salvador [Details]
Elfenbeinküste [Details]
Eritrea [Details]
Estland [Details]
Eswatini [Details]

## F

Fidschi [Details]
Finnland [Details]
Frankreich (inoffiziell) [Details]

## G

Gabun [Details]
Gambia [Details]
Georgien [Details]
Ghana [Details]
Grenada [Details]
Griechenland [Details]
Guatemala [Details]
Guinea [Details]
Guinea-Bissau [Details]
Guyana [Details]

## H

Haiti [Details]
Honduras [Details]

## I

Indien [Details]
Indonesien [Details]
Irak [Details]
Iran [Details]
Irland [Details]
Island [Details]
Israel [Details]
Italien [Details] [Wappenrolle]

## J

Jamaika [Details]
Japan Nationales und Kaiserliches Siegel [Details]
Jemen [Details]
Jordanien [Details]

## K

Kambodscha [Details]
Kamerun [Details]
Kanada [Details]
Kap Verde [Details]
Kasachstan [Details]
Katar [Details]
Kenia [Details]
Kirgisistan [Details]
Kiribati [Details]
Kolumbien [Details]
Komoren [Details]
Demokratische Republik Kongo [Details]
Republik Kongo [Details]
Kosovo [Details]
Kroatien [Details]
Kuba [Details]
Kuwait [Details]

## L

Laos [Details]
Lesotho [Details]
Lettland [Details]
Libanon [Details]
Liberia [Details]
Libyen [Details]
Liechtenstein [Details]
Litauen [Details]
Luxemburg [Details]

## M

Madagaskar [Details]
Malawi [Details]
Malaysia [Details]
Malediven [Details]
Mali [Details]
Malta [Details]
Marokko [Details]
Marshallinseln [Details]
Mauretanien [Details]
Mauritius [Details]
Mexiko [Details]
Mikronesien [Details]
Republik Moldau [Details]
Monaco [Details]
Mongolei [Details]
Montenegro [Details]
Mosambik [Details]
Myanmar [Details]

## N

Namibia [Details]
Nauru [Details]
Nepal [Details]
Neuseeland [Details]
Nicaragua [Details]
Niederlande [Details]
Niger [Details]
Nigeria [Details]
Niue [Details]
Nordkorea [Details]
Nordmazedonien [Details]
Norwegen [Details]

## O

Oman [Details]
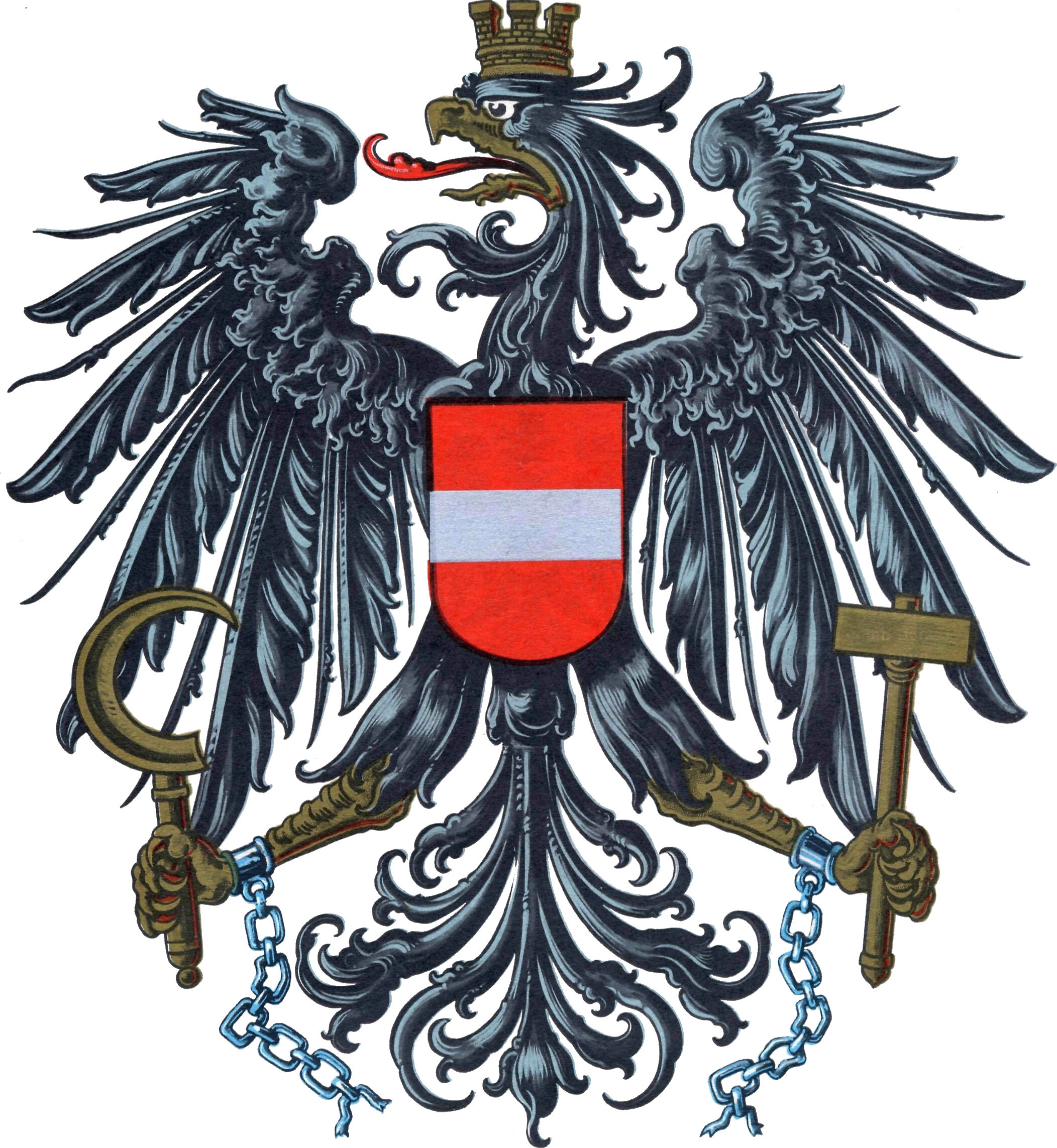
Österreich [Details] [Wappenrolle]
Osttimor [Details]

## P

Pakistan [Details]
Palau [Details]
Palästina [Details]
Panama [Details]
Papua-Neuguinea [Details]
Paraguay [Details]
Peru [Details]
Philippinen [Details]
Polen [Details] [Wappenrolle]
Portugal [Details]

## R

Ruanda [Details]
Rumänien [Details]
Russland [Details]

## S

Salomonen [Details]
Sambia [Details]
Samoa [Details]
San Marino [Details]
São Tomé und Príncipe [Details]
Saudi-Arabien [Details]
Schweden [Details]
Schweiz [Details]
Senegal [Details]
Serbien [Details]
Seychellen [Details]
Sierra Leone [Details]
Simbabwe [Details]
Singapur [Details]
Slowakei [Details]
Slowenien [Details]
Somalia [Details]
Spanien [Details]
Sri Lanka [Details]
St. Kitts und Nevis [Details]
St. Lucia [Details]
St. Vincent und die Grenadinen [Details]
Südafrika [Details]
Sudan [Details]
Südkorea [Details]
Südossetien [Details]
Südsudan [Details]
Suriname [Details]
Syrien [Details]

## T

Tadschikistan [Details]
Tansania [Details]
Thailand [Details]
Togo [Details]
Tonga [Details]
Trinidad und Tobago [Details]
Tschad [Details]
Tschechien [Details]
Tunesien [Details]
Türkei [Details]
Türkische Republik Nordzypern [Details]
Turkmenistan [Details]
Tuvalu [Details]

## U

Uganda [Details]
Ukraine [Details]
Ungarn [Details]
Uruguay [Details]
Usbekistan [Details]

## V

Vanuatu [Details]
Vatikanstadt [Details]
Venezuela [Details]
Vereinigte Arabische Emirate [Details]
Vereinigtes Königreich [Details]
Vereinigte Staaten [Details]
Vietnam [Details]

## W

Westsahara [Details]

## Z

Zentralafrikanische Republik [Details]
Republik Zypern [Details]